# Ristisaari (ö i Birkaland, Tammerfors, lat 61,31, long 24,70)
Ristisaari är en ö i Finland. Den ligger i sjön Kukkia och i kommunen Pälkäne i den ekonomiska regionen Tammerfors och landskapet Birkaland, i den södra delen av landet, 130 km norr om huvudstaden Helsingfors. Öns area är 28,4 hektar och dess största längd är 1,2 kilometer i sydöst-nordvästlig riktning.